# Первенец (Псковская область)
Первенец — деревня в Струго-Красненском районе Псковской области России. Входит в состав сельского поселения «Новосельская волость».

## География
Находится на северо-востоке региона, в южной части района, в лесной местности, на р. Псковица. Произрастает берёза.
Уличная сеть не развита.

## История
Предыстория деревни начинается в 1930-х. В их начале на эстонских хуторах создается совхоз «Первенец» (в 1 км к югу от
современной дер. Первенец); на его базе в середине 30-х организовано подсобное хозяйство ленинградской больницы имени Меньшикова. После Великой Отечественной войны в 1947 г. организовали совхоз «Первенец» Псковского Свиноводтреста и появилась деревня Первенец Новосельского с/с Новосельского р-на. В 1947-52 гг. — здесь была центральная усадьба совхоза «Первенец»
Согласно Закону Псковской области от 28 февраля 2005 года деревня Первенец вошла в состав образованного муниципального образования Новосельская волость.

## Население
| 2001 | 2002 | 2010 | 2011 |
| ---- | ---- | ---- | ---- |
| 26   | ↘16  | ↘10  | ↗14  |

В 1948 г. — 14 хоз. и 46 жит., в 1958 г. — 67 хоз. и 253 жит., в 1965 г. — 69 хоз. и 233 жит., в 1975 г. — 46
хоз. и 108 жит., в 1986 г. — 32 хоз. и 62 жит., в 2001 г. — 26 жит., в 2002 г. — 16 жит., в 2010 г. — 10 жит., в 2013 г. — 10 хоз. и 13 жит., в 2014 г. — 9 хоз. и 12 жит., в 2015 г. — 8 хоз. и 11 жит.; в 2013 г. и в 2014 г. — 20 домов., с 2015 по 2022 г. – 17 домов и 8
жит.

## Инфраструктура
Первенецкий сельский клуб (1967, 1972, 1987). Водяная мельница на р. Псковица (1941), кузница (1941, 1948, 1987); магазин сельпо (1941).
Ферма по выращиванию молодняка КРС совхоза «Красное» (1966), МТФ Первенец совхоза «Красное» (1963,
1966), животноводческая ферма (2 телятника) совхоза «Красное» (1987).
Почтовое отделение, обслуживающее д. Первенец, — 181150; расположено в волостном центре д. Новоселье.

## Транспорт
Деревня доступна по дороге 58К-566 из волостного центра Новоселье.
Остановка «Первенец», ходил рейсовый автобус 105. На 2022 год транспорт свой маршрут в деревню больше не осуществляет. 